# Entelurus aequoreus
La fusta (Entelurus aequoreus) es una especie de pez singnatiforme de la familia Syngnathidae.

## Morfología
Los machos pueden alcanzar 40 cm de longitud total y las hembras 60 cm.

## Alimentación
Se alimenta de crustáceos pequeños y alevines.

## Reproducción
Es ovovivíparo y el macho transporta los huevos en una bolsa ventral, la cual se encuentra debajo de la cola.

## Hábitat
Es un pez  demersal y de clima tropical que vive entre 5-100 m de profundidad.

## Distribución
Se encuentra desde Islandia y Noruega hasta las Azores y el mar Báltico.